# Список достопримечательностей Беэр-Шевы
На этой странице перечислены основные достопримечательности израильского города Беэр-Шева.

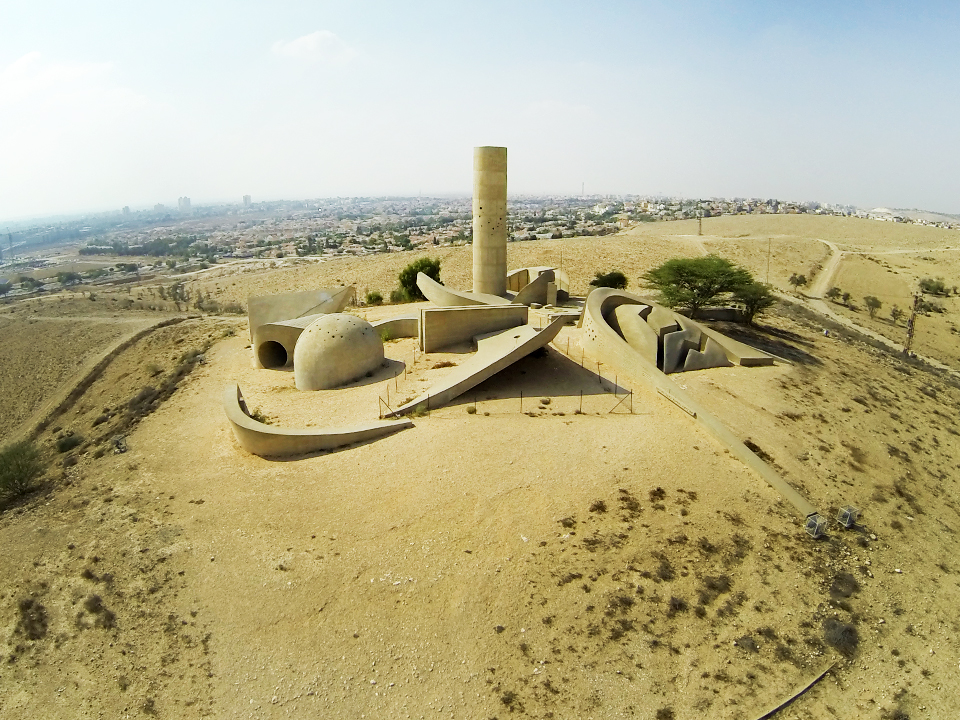
Мемориал бригады «Негев»

- Национальный парк «Мемориал бригады „Негев“» — построенный в 1968 году по проекту известного израильского архитектора Дани Каравана мемориал в честь солдат и офицеров бригады «Негев». В настоящее время является центральной частью организованного в 2002 году Национального парка площадью 295,000 м² для охраны типичной для района Северного Негева растительности[2].
- Турецкий мост — частично разрушенный железнодорожный мост длиной 190 метров через вади Беэр-Шева. Построен в 1916 году Османской империей для прокладки военной железной дороги, ведущей на Синай. До 70-х годов XX века являлся наиболее длинным мостом в Израиле[3][4]. В 2017 году полотно моста было восстановлено для пешеходного и велосипедного движения между частями парка Нахаль Беэр-Шева[5][6].

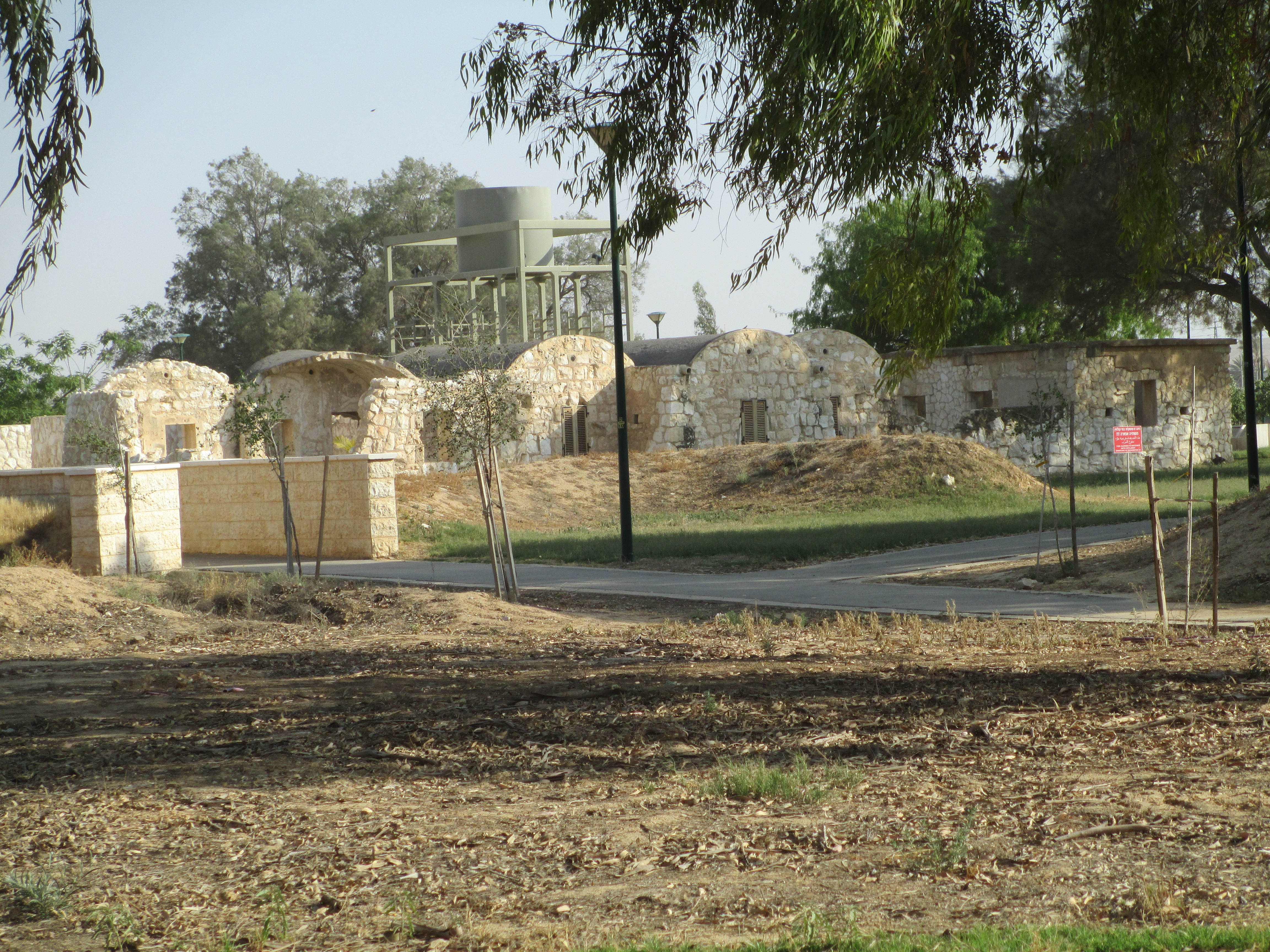
Восстановленный форпост Бейт Эшель

- Бейт Эшель — форпост, основанный вместе с двумя другими еврейскими поселениями в Негеве в 1943 году и оставленный после Войны за независимость, ввиду полного разрушения огнём египетской артиллерии во время его пятимесячной осады в 1948 году. Со времени своего основания и до вхождения в Беэр-Шеву частей египетских войск в мае 1948 года являл собой пример мирного сосуществования с окружавшим его арабским населением. Полностью восстановлен в прежнем виде и открыт для посетителей. Предусмотрено включение форпоста Бейт Эшель в парк Нахаль Беэр-Шева[7].

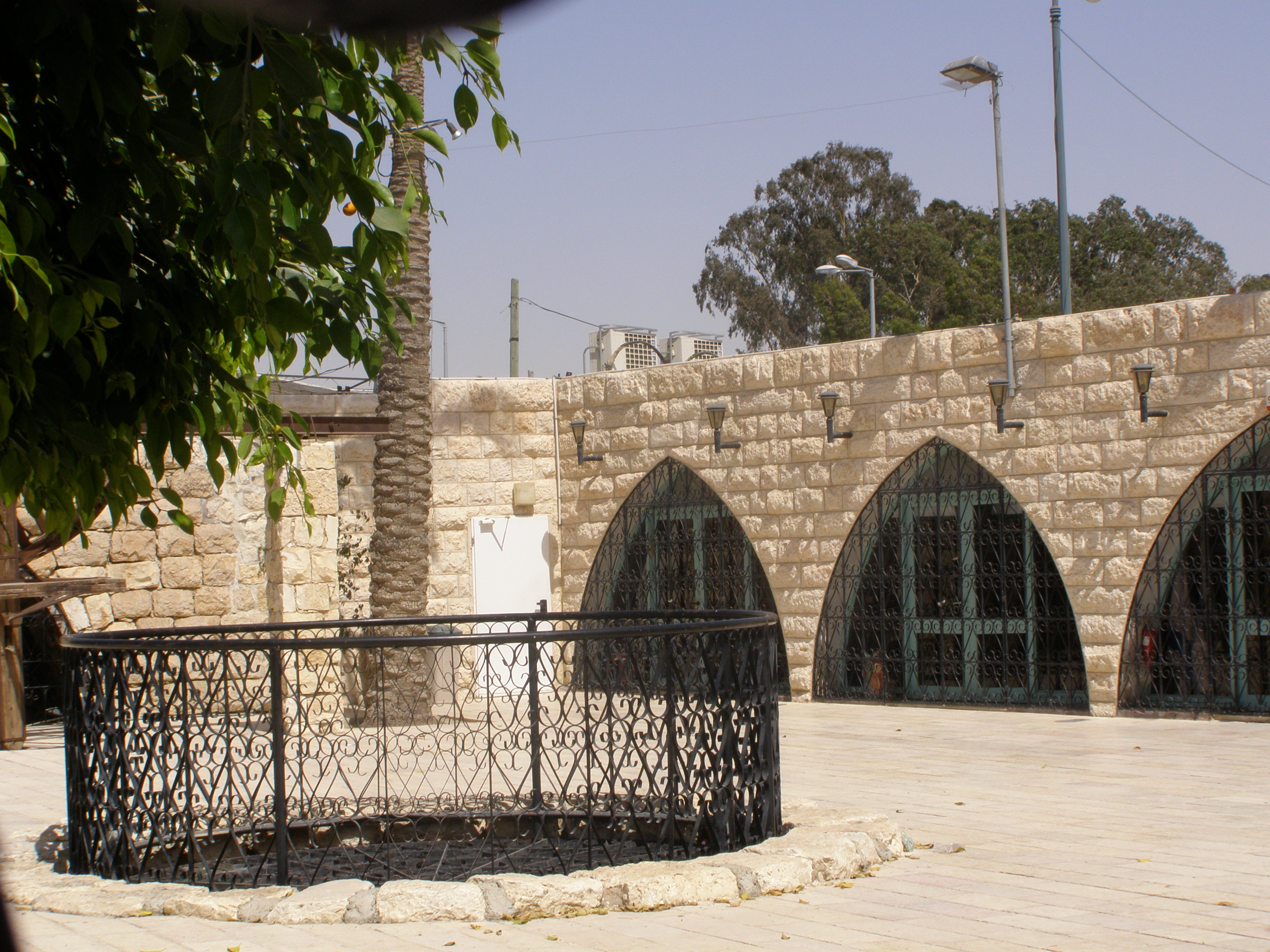
Центр посетителей Колодец Авраама

- Колодец Авраама — туристический центр. Хорошо знакомый с библейской историей английский священник и путешественник Генри Блейкер Тристрам, посетивший в 1864 году район Беэр-Шевы и познакомившийся с устными преданиями населявших район бедуинов, пришёл к выводу, что данный колодец — это библейский колодец, выкопанный, согласно иудаизму, Авраамом, заключившим возле него союз с царём Герара. Английский путешественник Клод Кондер, ознакомившийся с колодцем в 1874 году, сообщал о найденной им полустёртой надписи на арабском языке, сделанной на одном из камней в 1112 году, что может указывать и на более раннее его существование, учитывая, что рядом с ним найдены следы большого поселения, существовавшего в римско-византийскую эпоху[8]. Сегодня считается, что колодец был выкопан не ранее византийского периода[9].

Мечеть Беэр-Шевы, сейчас часть комплекса Негевского музея искусства

- Сарайя — первое административное здание, построенное в городе. Изначально двухэтажное здание, выстроенное в 1901 году вторым османским наместником Беэр-Шевы, в котором была сосредоточена вся административная деятельность. Во время Арабского восстания 1936-38 гг. арабские погромщики, захватившие на некоторое время город, подожгли здание, в результате чего произошло обрушение черепичной крыши. Восстановленное после пожара здание получило плоскую крышу, что, наряду с пристройками, изменило эстетический вид. В настоящее время здесь размещается полицейский участок[10][11].
- Мечеть — в послании иерусалимского наместника в Стамбул он так описывает Беэр-Шеву: «…маленький город, пример религиозного рвения и радость ислама; город притягивает сердца благодаря святой мечети»[12]. Построена в 1906 году Асаф Беем, вторым наместником. Для этого он специально вызвал из Иерусалима архитектора-христианина. Суммы, выделенной властями на её возведение, не хватило, подрядчики увязли в долгах. Тогда Асаф Бей обложил окрестные племена особым налогом в 400 лир; за её строительство наместник получил награду и был повышен по службе. Путешественники отмечали её красоту, контрастировавшую с захолустным городом, и даже в 1946 году она являлась главной мечетью Негева[12].
- Дом наместника, сегодня — Негевский музей искусства. Двухэтажное здание, построенное в 1906 году властями Османской империи в рамках программы по упрочению государственной власти в районе проживания бедуинов. Построено в стиле, типичном для турецких общественных заведений Беэр-Шевы того времени — первый этаж был официальным, там принимали посетителей, на второй, личный этаж наместника вела отдельная лестница со двора. С 1950 года до конца 1970-х в здании размещалась городская мэрия. В 1998 году здание было объявлено аварийным и закрыто. В 2004 году после реконструкции здания там был открыт Негевский музей искусства[13][14].
- Дом Ареф-аль-Арефа. Ареф-аль-Ареф — арабский историк, журналист, политик и общественный деятель, бывший офицер турецкой армии, попавший в русский плен и проведший три года в лагере для военнопленных под Красноярском Ареф-аль-Ареф, назначенный британским наместником Беэр-Шевы в 1929 году, построил в 1937—1938 гг. напротив Дома наместника, в котором размещалась его резиденция и жилые помещения, роскошную виллу из красноватого доломита, доставленного из окрестностей Иерусалима, с фонтаном во дворе. Внешний вид виллы разительно отличался от остальных городских построек, выстроенных из местного желтоватого песчаника. После перевода Арефа-аль-Арефа наместником в Газу ввиду подозрений властей в его нелояльности, дом сдавался в наём крупным чинам британской администрации. Во время Войны за независимость здесь располагалась резиденция командующего египетскими войсками. Впоследствии использовался для нужд израильской армии. Сейчас здесь располагается офис строительной компании, осуществившей реставрацию здания[15][16].

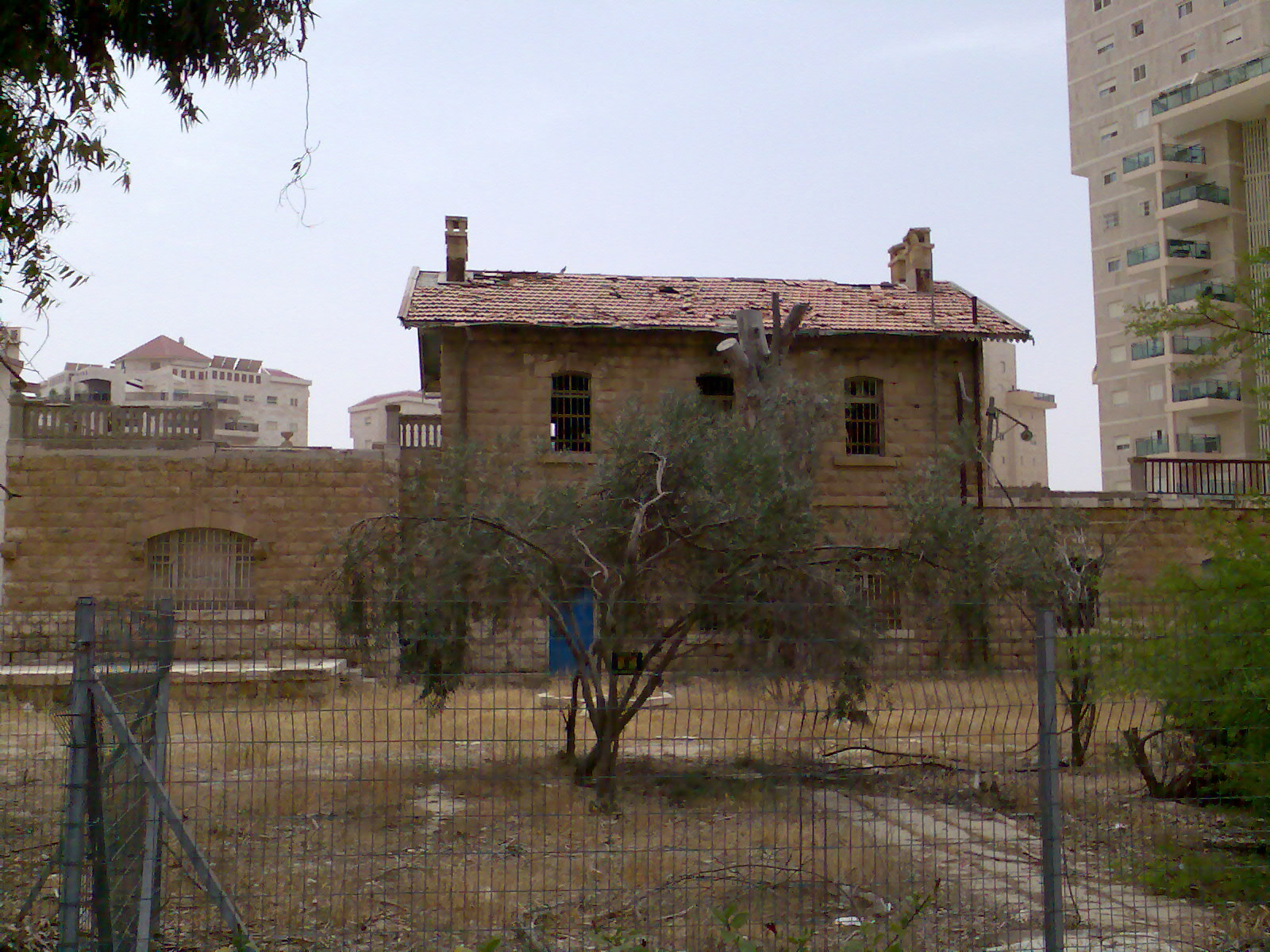
Турецкая железнодорожная станция, 1915 (до реставрации)

- Железнодорожная станция[англ.] и Водонапорная башня, площадь Ата-Тюрка. Железнодорожная станция была конечной станцией дороги, шедшей из Дамаска через Иерусалим, далее турки планировали продолжить пути до Египта, который надеялись отбить у англичан; пути были доведены до Ауджа эль-Хафира, где тоже есть руины станции. Для наполнения паровозов рядом была построена овальная водонапорная башня[17][9][18]. Рядом со станцией в 2007 году к девяностолетию битвы за Беэр-Шеву турецким правительством была установлена стела в память об османских солдатах, погибших за этот город; в основании которой находится памятная плита, установленная британцами после победы; у стелы стоит бюст Ата-Тюрка. В 2012 сюда из Англии был доставлен паровоз модели 8F, которая была распространена на израильских железных дорогах до конца 50-х годов[19].
- Школа для детей шейхов — здание, построенное в 1914 году, которое планировалось использовать как сельскохозяйственную школу для детей бедуинов, но со вступлением Османской империи в Первую мировую войну, использовалось турецкой армией как больница Красного Полумесяца, большинство пациентов которой составляли не раненые в боях, а эпидемиологические больные. Смертность в больнице была настолько высока, что турецкие военнослужащие шли на различные ухищрения, лишь бы избежать госпитализации в ней. Чтобы снять нагрузку с переполненной пациентами больницы, для германских и австрийских солдат был развёрнут полевой госпиталь, расположенный вблизи неё. После установления британского управления в 1917 году здесь разместилась образовательная школа для мальчиков и девочек из бедуинских семей. Первый этаж, со входом через парадные двери, предназначался для обучения мальчиков, второй, со входом через заднюю дверь — для девочек. В 1932 году здесь вновь обосновалась сельскохозяйственная школа с интернатом для мальчиков-бедуинов. Практически весь контингент учеников составляли дети из семей, приближенных к властям, и детей наиболее влиятельных бедуинских кланов, за что школа получила прозвище Школы для детей шейхов. Один из первых географов и краеведов Израиля Йосеф Бреслави, посетивший школу в 1946 году, был впечатлён проводимой воспитательной и образовательной работой с детьми бедуинов, особенно отметив успехи в развитии навыков сельскохозяйственного труда и в изменении их традиционного повседневного поведения. Во время Войны за независимость в здании располагалось командование египетской армии. После перехода Беэр-Шевы под контроль Израиля здесь проходили переговоры о прекращении огня между израильским главнокомандующим Игалем Ядином и египетским представителем Махмудом Риадом. В июне 1949 года спикером Кнессета Иосифом Шпринцаком в здании была торжественно открыта армейская гостиница Бейт а-Хаяль, размещавшаяся здесь до 1979 года. Позже здание было передано научному парку Карассо[20][21].

Британское военное кладбище

- Британское военное кладбище — Самое большое британское военное кладбище в Израиле. Место захоронения 1239 солдат и офицеров Египетского экспедиционного корпуса Британской армии, погибших в Первой мировой войне в Палестине. Первоначально здесь были захоронены 139 солдат, погибших в Битве за Беэр-Шеву в 1917 году. Впоследствии на кладбище были перезахоронены останки солдат, перенесённые с девяти других временных британских военных кладбищ. Официальное торжественное открытие мемориала состоялось в марте 1923 года при участии британского Верховного комиссара Палестины Герберта Луиса Сэмюэля и других высших должностных лиц, дипломатов, представителей еврейского ишува, мусульманских лидеров[источник не указан 1686 дней] и высшего христианского духовенства[22][9][23]. Ежегодно, 31 октября, здесь проводится памятная церемония, приуроченная к очередной годовщине штурма города британскими войсками, с участием официальных представителей Израиля, Англии, Австралии, Новой Зеландии, ЮАР, Турции, Германии и представителей контингента войск ООН на Синае[24][нет в источнике].
- Парк Алленби — сквер, названный в честь английского фельдмаршала Эдмунда Алленби, командовавшего Египетским экспедиционным корпусом, одержавшим победу в Битве за Беэр-Шеву 31 октября 1917 года. В сквере установлен его бюст[25][9].
- Парк австралийского солдата — сквер, посвящённый памяти австралийских полков лёгкой кавалерии[англ.][26], которые отвоевали город у Османской империи во время Первой мировой войны.